# Signalduk
Signaldukar var i flygets barndom tygstycken i form av trianglar, rektanglar eller kvadrater med upp till 3 meters sida, på ena sidan ljusa och andra sidan mörka, som lades ut på marken i vissa kombinationer för signalering från marken till flygplan.